# Neil Burger
Neil Norman Burger, född i Connecticut, är en amerikansk filmregissör och manusförfattare. Han är känd för att ha regisserat filmerna Illusionisten och Limitless.

## Filmografi (i urval)
- 2002 – Interview with the Assassin (regissör och manus)
- 2006 – Illusionisten (regissör och manus)
- 2008 – The Lucky Ones (regissör och manus)
- 2011 – Limitless (regissör)
- 2014 – Divergent (regissör)
- 2018 – The Upside (regissör)